# Iacobeni (Suceava)
Iacobeni is een Roemeense gemeente in het district Suceava.
Iacobeni telt 2168 inwoners.